# Heinkel HD 17
L'Heinkel HD 17 fu aereo un militare da ricognizione e addestramento prodotto in Germania alla fine del 1920.
Era un biplano sesquiplano con un unico montante interalare ad N. Il pilota e osservatore sedevano uno dietro l'altro, in cabine aperte ed era dotato di carrello di atterraggio convenzionale con pattino di coda. Nel 1926 venne esaminato dal Reichswehr per la scuola di formazione segreta dell'aviazione a Lipeck e venne preferito al concorrente Albatros L 65. In tutto vennero acquistati sette aerei utilizzati per breve tempo per l'addestramento fino a quando vennero sostituiti da modelli più moderni.